# Защо ние македонците сме отделна нация
„Защо ние македонците сме отделна нация“ (на македонска литературна норма: „Зошто ние Македонците сме одделна нација“) е политическа статия на Васил Ивановски, подписана с псевдонима Бистришки.
Тя е публикувана през 1934 година и отразява променените български национални позиции на ВМРО (обединена). Това става след резолюцията на Коминтерна по македонския въпрос от феврурари 1934 година, чрез която се приема за даденост съществуването на отделна македонска нация. Статията е публикувана за пръв път в сборника „Четвърти конгрес на Македонския народен съюз в Америка - резолюции, изложения“, Детройт, 1934, стр. 42 - 45. По-късно излиза във вестниците „Трудова Македония“ и „Македонско знаме“. Като издание на Коминтерна е публикувана на немски, френски, английски, гръцки и други езици. На немски е публикувана като „Македонска нация“, оригиналното ѝ название, в „Балкан Кореспонденц“, год. ІІІ, бр. 21, 10 декември 1934 година.
Основните тези на статията са, че съгласно Сталиновата теория за нацията съществува отделна македонска нация, различна от българската, сръбската и гръцката, но изгражда историята ѝ само въз основа на личности, принадлежащи на българската история. Така например обявява цар Самуил за „македонски цар“ и „богомил“, но третира като Илирска държава Древна Македония и не отрича сръбския характер на Душановото царство. Статията приема, че македонската нация притежава своя територия и икономическа цялост, свой собствен език, национален характер и история. Макар и да е написана на книжовен български език, за разлика от Резолюцията на Коминтерна, в която съществуването на „македонски език“ е споменато между другото, като е предвидено създаването на такъв в бъдеще, Бистришки постулира съществуването му и излага като причини за неговата „недоразвитост“ "националното робство" над "македонците" и липсата на македонска "национална" държава, която да създаде "литературен македонски език", въпреки че Елин Пелин е писал хумористични творби на родният си шопски говор, който е западен както повечето македонски. Като основен враг на „македонското национално възраждане“ авторът представя българската „пропаганда“, българската църква и българските върховисти, а за „продължители“ на „македонската национална революция“ - левичарите във ВМОРО, част от които тогава все още са били живи, пребивавайки в България. Ивановски пише, и че бъдещата комунистическа македонска държава щяла да донесе „класово освобождение“ на всичките си други етноси, като обаче сред тях не споменава единствено българите. Отрича и българския характер на Шоплука, Западните покрайнини, Поморавието и Южна Тракия, докато не отрича "сръбския" характер на Вранско, включвано в Македония преди Берлинския конгрес, на който е предадено на Сърбия въпреки преобладаващия български характер на Населението му,, и на другите части от насилственото сърбизираното Поморавие, географски и етнографски тясно свързано с Македония.  Статията е основоположна за създаване на северномакедонската историография. Тя също е един от трите основополагащи документа за утвърждаването на тезата за наличие на македонска нация и език, след резолюцията на Коминтерна и  статията на Владимир Поптомов „Септемврийското въстания и характерът на македонската национална революция“, разглеждаща Септемврийското въстание в Разложко не толкова като част от избухналото през септември 1923 година в различни райони на България комунистическо въстание, а повече като „македонско народоосвободително“ въстание.